# Andreea Marin

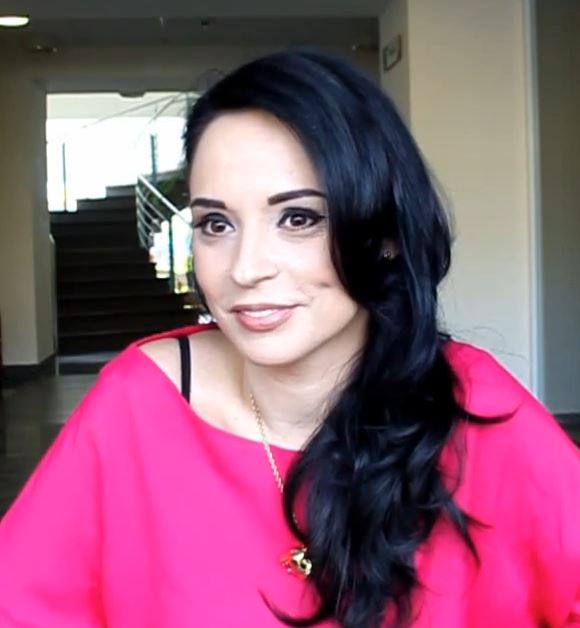
Andreea Marin

Andreea Violeta Marin (* 22. Dezember 1974 in Roman) ist eine rumänische Fernsehmoderatorin.

## Leben und Karriere
Marin studierte Journalismus, Öffentlichkeitsarbeit und Werbung, Computerprogrammierung sowie Mathematik und Physik. 1994 debütierte sie als Moderatorin bei TVR Iași.
Ab 1999 moderierte sie die sozial engagierte Unterhaltungssendung Surprize, Surprize, die Menschen mit besonderen Lebensgeschichten in den Mittelpunkt stellte. Am 2. Dezember 2006 moderierte Marin den Junior Eurovision Song Contest 2006. Sie verkündete auch die rumänische Abstimmung bei den Eurovision-Song-Contest-Finals 2000, 2004, 2006 und 2007.
Marin war Redaktionsleiterin der rumänischen Ausgabe des Business Woman Magazine und Kommunikationsdirektorin des in Madrid ansässigen Unternehmens Prime Time World Broadcast.

## Privates
2014 heiratete Marin in zweiter Ehe den türkischen Physiotherapeuten Tuncay Öztürk; die Ehe endete 2017.

## Filmografie
- 2008: A Beautiful Life